# Americana (género musical)

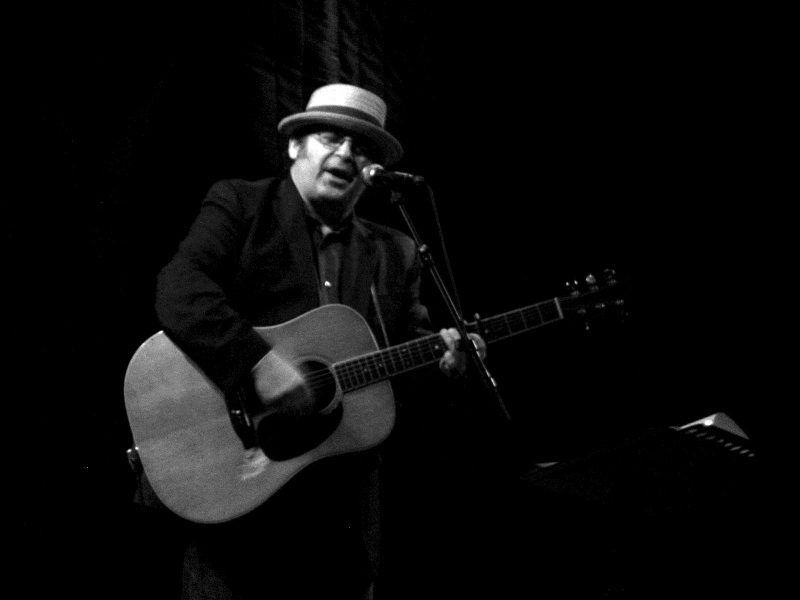
Este género toca variantes de la música tradicional estadounidense

El americana es un género musical basado en la música tradicional de Estados Unidos (específicamente aquellos sonidos que surgen del sur) y fusionado con elementos o puntos de vista más actuales o "alternativos". Toma prestados elementos del folk, rock, country blues, bluegrass o hillbilly, góspel, jazz, rhythm and blues, country alternativo o rockabilly. Según la definición de Americana Music Association (AMA), Americana es "música contemporánea que incorpora elementos de varios estilos musicales de raíces estadounidenses, en su mayoría acústicos, que incluyen country, roots rock, folk, gospel y bluegrass, lo que da como resultado un sonido distintivo orientado a las raíces y que vive en un mundo aparte de las formas puras de los géneros en los que puede basarse. Si bien los instrumentos acústicos suelen estar presentes y son vitales, la música americana también suele utilizar una banda completamente eléctrica".

## Características
El género es una especie de cajón de sastre en el que se introducen los grupos y músicos que, en la actualidad, tocan variantes de la música tradicional estadounidense. Suelen tener en común el aportar una dosis de "misticismo", una mística de los espacios abiertos. En general, se considera como pionero del género a Gram Parsons, músico que cambió la concepción del country en los 60 y 70, dándole ese toque místico.
Uno de los máximos exponentes del sonido americana es la revista bimensual No Depression. El nombre de la revista se obtuvo del álbum homónimo del grupo Uncle Tupelo, uno de los grupos que puso el americana en el centro del panorama musical, tanto estadounidense como mundial.
El término americana se emplea a menudo como sinónimo de Country alternativo.

## Americana Music Awards

### 2016 Americana Music Awards[3]

#### Album of the Year
Something More Than Free, Jason Isbell, produced by Dave Cobb — WINNER
The Ghosts of Highway 20, Lucinda Williams, produced by Greg Leisz, Tom Overby and Lucinda Williams
The Very Last Day, Parker Millsap, produced by Parker Millsap and Gary Paczosa
Traveller, Chris Stapleton, produced by Dave Cobb and Chris Stapleton

#### Artist of the Year
Jason Isbell
Bonnie Raitt
Chris Stapleton — WINNER
Lucinda Williams

#### Dúo / Group of the Year
Alabama Shakes
Emmylou Harris & Rodney Crowell — WINNER
Lake Street Dive
The Milk Carton Kids
Tedeschi Trucks Band

#### Emerging Artist of the Year
Leon Bridges
John Moreland
Margo Price — WINNER
Nathaniel Rateliff & the Night Sweats

#### Song of the Year
“24 Frames,” Jason Isbell — WINNER
“Dime Store Cowgirl,” Kacey Musgraves
“Hands of Time,” Margo Price
“S.O.B.,” Nathaniel Rateliff & the Night Sweats

#### Instrumentalist of the Year
Cindy Cashdollar
Stuart Duncan
Jedd Hughes
Sara Watkins — WINNER

#### Lifetime Achievement Awards
Spirit of Americana / Free Speech in Music Award: Billy Bragg
Lifetime Achievement Award, Trailblazer: Shawn Colvin
Lifetime Achievement Award, Songwriting: William Bell
Lifetime Achievement Award, Performance: Bob Weir
Lifetime Achievement Award, WagonMaster: Jim Lauderdale
President’s Award: Woody Guthrie